# William L. Scott

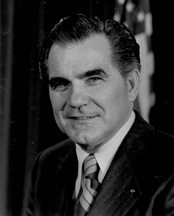
William L. Scott

William Lloyd Scott (* 1. Juli 1915 in Williamsburg, Virginia; † 14. Februar 1997 in Fairfax Station, Virginia) war ein US-amerikanischer Politiker der Republikanischen Partei, der den Bundesstaat Virginia in beiden Kammern des Kongresses vertrat.

## Leben
William Scott wuchs in Virginia auf. Er absolvierte ein Jurastudium an der George Washington University. Von 1934 bis 1961 wurde er von der Bundesregierung im Justizministerium als Rechtsanwalt eingesetzt und von 1961 bis 1966 arbeitete er in einer privaten Kanzlei in Fairfax.
1966 gewann er die republikanische Nominierung in Virginias achtem Kongresswahlbezirk und wurde als Republikaner ins Repräsentantenhaus des 19. Kongresses gewählt und 1968 sowie 1970 in die folgenden wiedergewählt. 1972 wurde Scott in den US-Senat gewählt und verblieb dort vom 3. Januar 1973 bis zu seinem Rücktritt am 1. Januar 1979.
Das New Times-Magazin berichtete 1974, dass Scott von einer Arbeitsgruppe, die dem demokratischen Aktivisten Ralph Nader nahestand, zum Dumbest Congressman (deutsch für „dümmster Kongressmann“) gewählt worden war. Harry Stein, der an dem Artikel mitgearbeitet hatte, gestand, dass der Artikel nicht auf objektiven Tatsachen basiere.
Bis zu seinem Tod am 14. Februar 1997 in Fairfax Station war er dort aufgrund einer Alzheimer-Erkrankung in einem Pflegeheim wohnhaft. Er wurde im Fairfax Memorial Park bestattet.